# Імпорт мінеральної сировини Сполучених Штатів Америки
Імпорт мінеральної сировини Сполучених Штатів Америки на межі ХХ-XXI ст. в США становив:
- арсен (бл. 100% з Китаю, Чилі, Мексики),
- азбест (бл. 100% з Канади), боксити і глинозем (бл. 100% з Австралії, Ґвінеї, Ямайки, Бразилії),
- ніобій в складі колумбіту (бл. 100% з Бразилії, Канади, Німеччини, Росії),
- флюорит (бл. 100% з Китаю, ПАР, Мексики), графіт (бл. 100% з Китаю, Мексики, Канади, Бразилії),
- марганець (бл. 100% з ПАР, Ґабону, Австралії, Мексики),
- слюда листова (бл. 100% з Індії, Бельгії, Німеччини, Китаю),
- кристалічний кварц (бл. 100% з Бразилії, Німеччини, Мадагаскару),
- стронцій (бл. 100% з Мексики, Німеччини),
- талій (бл. 100% з Бельгії, Канади, Німеччини, Великої Британії, Франції),
- торій (бл. 100% з Франції, Канади, Японії, Сінгапуру),
- ванадій (бл. 100% з Канади, ПАР, Китаю, Австрії),
- ітрій (бл. 100% з Китаю, Японії, Великої Британії, Німеччини),
- коштовні камені (бл. 99% з Ізраїлю, Бельгії, Індії),
- бісмут (бл. 95% з Бельгії, Мексики, Великої Британії, Китаю),
- індій (бл. 95% з Канади, Китаю, Росії, Франції),
- олово (бл. 88% з Китаю, Перу, Індонезії, Бразилії, Болівії),
- барит (бл. 87% з Китаю, Індії, Канади, Мексики),
- паладій (бл. 87% з Росії, ПАР, Бельгії, Великої Британії),
- стибій (бл. 86% з Китаю, Мексики, ПАР, Бельгії, Болівії),
- природні алмази (бл. 83% з Великої Британії, Швейцарії, Ірландії, Бельгії),
- поташ (бл. 80% з Канади, Росії, Білорусі),
- виробні камені (бл. 80% з Італії, Бразилії, Канади, Індії),
- тантал (бл. 80% з Австралії, Китаю, Таїланду, Японії),
- хром (бл. 78% з ПАР, Казахстану, Росії, Туреччини, Зімбабве),
- кобальт (бл. 78% з Фінляндії, Норвегії, Канади, Росії),
- йод (бл. 72% з Чилі, Японії, Росії),
- титанові концентрати (бл. 72% з ПАР, Австралії, Канади, України),
- реній (бл. 71% з Чилі, Казахстану, Німеччини, Росії),
- рідкісні землі (бл. 68% з Китаю, Франції, Японії, Великої Британії),
- платина (бл. 66% з ПАР, Великої Британії, Німеччини, Росії),
- цинк (бл. 60% з Канади, Мексики, Перу),
- вольфрам (бл. 59% з Китаю, Росії, Німеччини, Португалії),
- титан губчатий (бл. 58% з Росії, Японії, Казахстану),
- нікель (бл. 56% з Канади, Норвегії, Росії, Австралії),
- торф (бл. 50% з Канади),
- магній металічний (бл. 44% з Канади, Китаю, Росії, Ізраїлю),
- срібло (бл. 44% з Мексики, Канади, Перу, Великої Британії),
- кремній (бл. 42% з Норвегії, ПАР, Росії, Канади),
- берилій (бл. 39% з Росії, Канади, Німеччини, Казахстан),
- сполуки магнію (бл. 39% з Китаю, Канади, Австралії, Австрії),
- алюміній (бл. 35% з Канади, Росії, Венесуели, Мексики),
- пемза (бл. 35% з Греції, Італії, Туреччини),
- алмазний пісок (бл. 33% з Ірландії, Китаю, Росії),
- мідь (бл. 31% з Канади, Чилі, Пері, Мексики),
- нітрат амонію (бл. 29% з Тринідаду, Тобаго, Канади, Мексики),
- вермікуліт (бл. 27% з ПАР, Китаю),
- гіпс (бл. 25% з Канади, Мексики, Іспанії),
- цемент (бл. 21% з Канади, Таїланду, Китаю, Венесуели, Греції),
- гранат індустріальний (бл. 20% з Австралії, Індії, Китаю),
- свинець (бл. 20% з Канади, Мексики, Австралії, Перу),
- перліт (бл. 18% з Греції),
- сіль (бл. 17% з Канади, Чилі, Мексики, Багамських о-вів),
- залізо і сталь (бл. 15% з країн ЄС, Канади, Японії, Мексики),
- залізна руда (бл. 15% з Канади, Бразилії, Венесуели, Австралії),
- сірка (бл. 12% з Канади, Мексики, Венесуели),
- бром (бл. 5% з Ізраїлю, Великої Британії, Бельгії, Нідерландів),
- кадмій (бл. 3% з Канади, Австралії, Бельгії, Німеччини),
- фосфатні руди (бл. 2% з Марокко).